# 西日本プロレス
西日本プロレス（にしにほんプロレス）は、かつて九州（特に熊本県）を中心に活動していたプロレス団体。末期は団体名をWJP（ダブリュー・ジェー・ピー、ウエスト・ジャパン・プロレスリング）と名乗っていた。

## 歴史
1994年6月、地域密着型プロレス団体を掲げ設立されたみちのくプロレスの成功に触発されて、西日本プロレスを設立。同年、元PWC所属選手の高野拳磁と元W★INGプロモーション所属選手の島田宏が入団。12月22日、熊本市総合体育館で旗揚げ戦を開催。高野は旗揚げ戦の1試合に出場したのみで退団してしまう。
1995年、元ユニオンプロレス所属選手のホー・デス・ミン、元W★ING所属選手の徳田光輝が入団。同年、木村浩一郎、ホー、徳田が退団。
九州（特に熊本県）を中心に活動しつつ、東京にも進出して後楽園ホール大会を開催したが苦戦した。
1996年12月、幸村剣士郎、相島俊介、守永安広が退団。
1997年1月、幸村が九州求道軍（現：プロレスリング求道軍）を設立して活動するなど内部に混乱が生じて、事実上興行機能を失った。
1998年1月、再入団した相島と水前寺をエースに据えて、団体名をWJPに改称し立て直しを図ったが、相島と水前寺が世界のプロレスに引き抜かれたため、代わって川崎賢一をエースに据えるものの状況は好転せず解散。
設立当初はスポンサーも付き順調なスタートを切ったが、同じように地域密着を目的としたみちのくプロレスが、ザ・グレート・サスケやスペル・デルフィンの活躍で全国区の知名度を獲得したことに比べて、唯一知名度のあった高野の退団以降は知名度のある所属選手が存在せず、観客動員で苦戦した。それに加えて、スポンサーの撤退や所属選手同士の分裂等の問題もあり、結局充分な活動を行うことができずに事実上崩壊する形になった。
旗揚げ戦にはPWC所属を標榜していた高野を据えたこと、素顔時代の菊タローといった多くのインディペンデント団体を中心に活動する選手、いわゆる怪奇派を中心とした覆面レスラーが多く参戦するなど、事実上興行はフリー選手、他団体所属選手に依存していた。

## 所属選手
- 高野拳磁
- 木村浩一郎
- 島田宏
- ホー・デス・ミン（現：ポイズン澤田）
- 徳田光輝
- 幸村剣士郎（現：幸村ケンシロウ、旧：幸村賢一郎）
- ゲレーロ・ディアブロ（現：ディアブロ）
- 相島俊介（現：相島勇人）
- 山上康弘
- 安藤悟
- 菅沼修
- 川崎賢一（旧：キャプテン・ソルジャー）
- 林田伸一
- 中里貴幸
- 橋部昌浩
- 御剣破王
- 霧ノ才蔵（旧：霧の才蔵）
- 水前寺狂四郎（旧：守永安広、水前寺狂士郎）
- ザ・グレート・野武士雷炎（旧：ザ・グレート・野武士）
- ホセ・カステリ
- バイオ・フランケン
- マグマ・インフェルノ
- ライトニング・ブレード
- アメリカン・ジャッカル
- スペース・インベーダー
- 富田洋二（総合格闘家）
- 澤井政樹（総合格闘家）

## 関連書籍
- 著：竹内宏介 日本スポーツ出版社『プロレス虚泡団体の真実』1998年10月1日 ISBN 4-930943-12-4
- ベースボール・マガジン社『週刊プロレス 名鑑ロマン15年クロニクル』2004年2月1日 ISBN 4-583-61261-3